# Lomela
Lomela – rzeka w Demokratycznej Republiki Konga. Liczy 800 km długości. Rzeka ma swoje źródła w Kotlinie Konga, a uchodzi do rzeki Tshuapa jako jej lewy dopływ.
Rzeka jest żeglowna na odcinku 500 km.